# Relais 4 × 400 mètres masculin aux Jeux olympiques d'été de 1996
Navigation
Barcelone 1992 Sydney 2000
L'épreuve du relais 4 × 400 mètres masculin aux Jeux olympiques de 1996 s'est déroulée les 2 et 3 août 1996 au Centennial Olympic Stadium d'Atlanta, aux États-Unis. Elle est remportée par l'équipe des États-Unis (LaMont Smith, Alvin Harrison, Derek Mills et Anthuan Maybank).

## Résultats

### Finale
| Rang               | Athlètes                                                         | Pays            | Temps         | Notes |
| ------------------ | ---------------------------------------------------------------- | --------------- | ------------- | ----- |
| Médaille d'or      | LaMont Smith Alvin Harrison Derek Mills Anthuan Maybank          | États-Unis      | 2 min 55 s 99 |       |
| Médaille d'argent  | Iwan Thomas Jamie Baulch Mark Richardson Roger Black             | Grande-Bretagne | 2 min 56 s 60 |       |
| Médaille de bronze | Michael McDonald Roxbert Martin Greg Haughton Davian Clarke      | Jamaïque        | 2 min 59 s 42 |       |
| 4                  | Moustapha Diarra Aboubakry Dia Hachim Ndiaye Ibou Faye           | Sénégal         | 3 min 00 s 64 |       |
| 5                  | Shunji Karube Koji Ito Jun Osakada Shigekazu Omori               | Japon           | 3 min 00 s 76 |       |
| 6                  | Piotr Rysiukiewicz Tomasz Jędrusik Piotr Haczek Robert Maćkowiak | Pologne         | 3 min 00 s 96 |       |
| 7                  | Carl Oliver Troy McIntosh Dennis Darling Timothy Munnings        | Bahamas         | 3 min 02 s 71 |       |
| 8                  | Samson Kitur Samson Yego Simon Kemboi Julius Chepkwony           | Kenya           | DNS           |       |

## Légende
Records et Performances
- AR : Record continental (area record)
- CR : Record des championnats (championship record)
- MR : Record du meeting (meet record)
- NR : Record national (national record)
- OR : Record olympique (olympic record)
- PR : Record paralympique (paralympic record)
- PB : Record personnel (personal best)
- SB : Meilleure performance personnelle de la saison (season's best)
- WL : Meilleure performance mondiale de l'année (world leader)
- WJR : Record du monde junior (world junior record)
- WR : Record du monde (world record)

Circonstances et Conditions
- DNF : N'a pas terminé (did not finish)
- DNS : N'a pas pris le départ (did not start)
- DQ : Disqualification (disqualification)
- NM : Aucun essai valable enregistré (No Mark)
- Q : Qualifié « directement » au prochain tour (ou à la prochaine compétition), lors d'une compétition majeure, grâce au classement ou à la réalisation des minima (automatic qualifier)
- q : Qualifié au prochain tour (ou à la prochaine compétition), lors d'une compétition majeure, grâce au repêchage ou à la réalisation de l'une des meilleures performances parmi celles des « non qualifiés directement » (grâce au meilleur temps ou à la meilleure distance par exemple) (secondary qualifier)